# Eugène Lecoq
Eugène Emile Lecoq (Hoei, 19 maart 1917 - 8 oktober 2007) was een Belgisch senator.

## Levensloop
Lecoq werd beroepshalve mecanicien. Tijdens de Tweede Wereldoorlog maakte hij deel uit van het Verzet.
Als militant van de PSB werd hij in oktober 1952 verkozen tot gemeenteraadslid van Hoei en was er van 1957 tot 1958 schepen. Na jarenlang in de oppositie, werd hij in januari 1971 burgemeester van de stad en bleef dit tot in 1979.
Van 1968 tot 1971 was hij provincieraadslid van de provincie Luik. Vervolgens zetelde hij van 1974 tot 1981 namens het arrondissement Hoei-Borgworm als rechtstreeks gekozen senator in de Belgische Senaat. Hierdoor zetelde hij van 1974 tot 1977 automatisch ook in de Cultuurraad voor de Franse Cultuurgemeenschap en van 1980 tot 1981 eveneens in de Waalse Gewestraad en de Raad van de Franse Gemeenschap.